# Сухов, Василий Арсентьевич
Василий Арсентьевич Сухов (1912—1943) — красноармеец Рабоче-крестьянской Красной Армии, участник Великой Отечественной войны, Герой Советского Союза (1943).

## Биография
Василий Сухов родился 15 января 1912 года в селе Сново-Здорово (ныне — Шацкий район Рязанской области). Окончил начальную школу. С 1939 года Сухов проживал и работал в селе Александровка Ростовской области. В июне 1941 года он был призван на службу в Рабоче-крестьянскую Красную Армию и направлен на фронт Великой Отечественной войны.
К октябрю 1943 года красноармеец Василий Сухов был сапёром сапёрного взвода 690-го стрелкового полка 126-й стрелковой дивизии 51-й армии Южного фронта. Отличился во время освобождения Мелитополя. 19 октября 1943 года Сухов участвовал в подавлении немецких огневых точек на улице Ленинской, уничтожив 3 пулемёта, 2 автоматические пушки, 18 солдат и офицеров противника, поставил 80 мин, на которых подорвались несколько танков. В тех боях Сухов погиб. Похоронен в Мелитополе.
Указом Президиума Верховного Совета СССР от 1 ноября 1943 года за «образцовое выполнение боевых заданий командования на фронте борьбы с немецкими захватчиками и проявленные при этом отвагу и геройство» красноармеец Василий Сухов посмертно был удостоен высокого звания Героя Советского Союза. Также был награждён орденами Ленина и Красной Звезды. Навечно зачислен в списки личного состава воинской части.
В честь Сухова установлен памятник в Мелитополе.